# Peltodytes muticus
Peltodytes muticus är en skalbaggsart som först beskrevs av Leconte 1853.  Peltodytes muticus ingår i släktet Peltodytes och familjen vattentrampare. Inga underarter finns listade i Catalogue of Life.